# Kolniczanka
Kolniczanka – struga w gminie Augustów w województwie podlaskim.
Struga wypływa z północno-zachodniej części jeziora Kolno. Dalej płynie na południowy zachód przez las oraz użytki rolne. Po kilku kilometrach kończy bieg, wpadając do rzeki Netty.